# Thomas Stockham
Thomas Greenway Stockham (22 de dezembro de 1933 - 6 de janeiro de 2004) foi um cientista estadunidense que desenvolveu um dos primeiros sistemas práticos de gravação de áudio digital e também foi pioneiro em técnicas para gravação e processamento de áudio digital.

## Infância
Thomas Greenway Stockham nasceu em 22 de dezembro de 1933, em Passaic, NJ. Ele obteve seu bacharelado, mestrado e doutorado no Instituto de Tecnologia de Massachusetts (MIT).

## Carreira
Engenheiro elétrico formado no Instituto de Tecnologia de Massachusetts (MIT), Stockham começou a trabalhar em projetos envolvendo a digitalização de som quase imediatamente após ingressar no MIT como professor associado em 1957.
Em 1968, ele mudou-se do MIT para a Universidade de Utah, onde conseguiu combinar sua pesquisa pessoal e institucional, lançando as bases para a Soundstream, a empresa de áudio que fundou.
Em meados da década de 1970, o trabalho de Stockham envolveu-o no escândalo Watergate. Ele foi um dos seis especialistas técnicos nomeados pelo juiz John Sirica do Tribunal do Distrito Federal para determinar o que causou o famoso intervalo de 18 minutos e meio em uma fita importante de Watergate feita no gabinete do presidente Richard M. Nixon.

## Prêmios e indicações
Stockham ganhou um prêmio Emmy em 1988 por seu trabalho em sistemas de edição e áudio sem fita. Em 1994, ele ganhou um prêmio Grammy por seu "papel visionário no pioneirismo e avanço da era da gravação digital" e, em 1999, ele e Robert Ingebretsen receberam um Oscar científico ou técnico da Academia de Artes e Ciências Cinematográficas para trabalhos de edição de áudio digital.